# 郭家营站
郭家营站，位于中华人民共和国内蒙古呼和浩特市赛罕区，邮政编码010073，建于1989年，是京包铁路的一个车站。离北京站642公里，离包头站190公里。距上行车站陶卜齐站6公里，距下行车站白塔站10公里。该站隶属呼和浩特铁路局。不办理客货运业务，为五等车站，本站及相邻上下行区间均为电气化区段。